# Wytoka (potok)
Wytoka – potok, największy prawostronny dopływ Ścinawy Niemodlińskiej o długości 22,26 km.
Źródliska tego potoku położone są na wysokości około 189 m n.p.m., na południe od wsi Szydłów, natomiast ujście do Ścinawy Niemodlińskiej zlokalizowane jest na południe od wsi Magnuszowiczki.
Dorzecze Wytoki pod względem budowy ma bardzo skomplikowany charakter związany z licznymi torfowiskami, rowami i kanałami melioracyjnymi. Pospolicie występuje tu zjawisko bifurkacji.